# Angelo Canini
Angelo Canini (Anghiari, 1521 – Alvernia, 1557) è stato un linguista italiano.
Fu studioso del latino e del greco e delle lingue orientali, di cui fu ritenuto la massima autorità di quel tempo. Insegnò in diverse università italiane e straniere (Francia e Spagna).
Nel 1554 il Canini pubblicò a Parigi il suo più importante lavoro sulle lingue orientali, le Institutiones linguae syriacae, assyriacae atque thalmudicae, una cum aethyopicae atque arabicae collatione.
Del 1555 è l'Ελληνισμός (Ellenismos), sulla grammatica greca.